# Mercedes Cup 1985
Il Mercedes Cup 1985 è stato un torneo di tennis giocato sulla terra rossa. È stata l'8ª edizione del Mercedes Cup, che fa parte del Nabisco Grand Prix 1985. Si è giocato a Stoccarda in Germania, dal 9 al 15 settembre 1985.

## Campioni

### Singolare
Ivan Lendl ha battuto in finale  Brad Gilbert con il punteggio di 6–4, 6–0

### Doppio
Ivan Lendl /  Tomáš Šmíd hanno battuto in finale  Andy Kohlberg /  João Soares con il punteggio di 3–6, 6–4, 6–2